# 崂山道士 (动画)
《崂山道士》是一部中国上海美术电影制片厂制作的动画作品，根据《聊斋》中的一小段故事改编而成。
而崂山道士，是聊斋志异其中一个篇章。

## 剧情简介
有个好逸恶劳的书生名为王七，他不愿用功读书，偏爱读《神仙传》，一心得道成仙。一日，他看书看得入迷，在梦中神游到了崂山三清观，拜一位老道长为师，学习仙术，但是王七因吃不得苦，没过几天就想偷溜回家，忽见两个老道士走向了三清观，而后穿墙而入。王七便央求师父教他这种穿墙术，王七学成后，老道长告诫他用此术不能动邪念，否則仙术会失灵。王七回到家，打算用穿墙术來完成「心中願望」，结果仙术没有凑效，他的头撞到墙上，肿起一个大包……